# Ilhas de São Matias

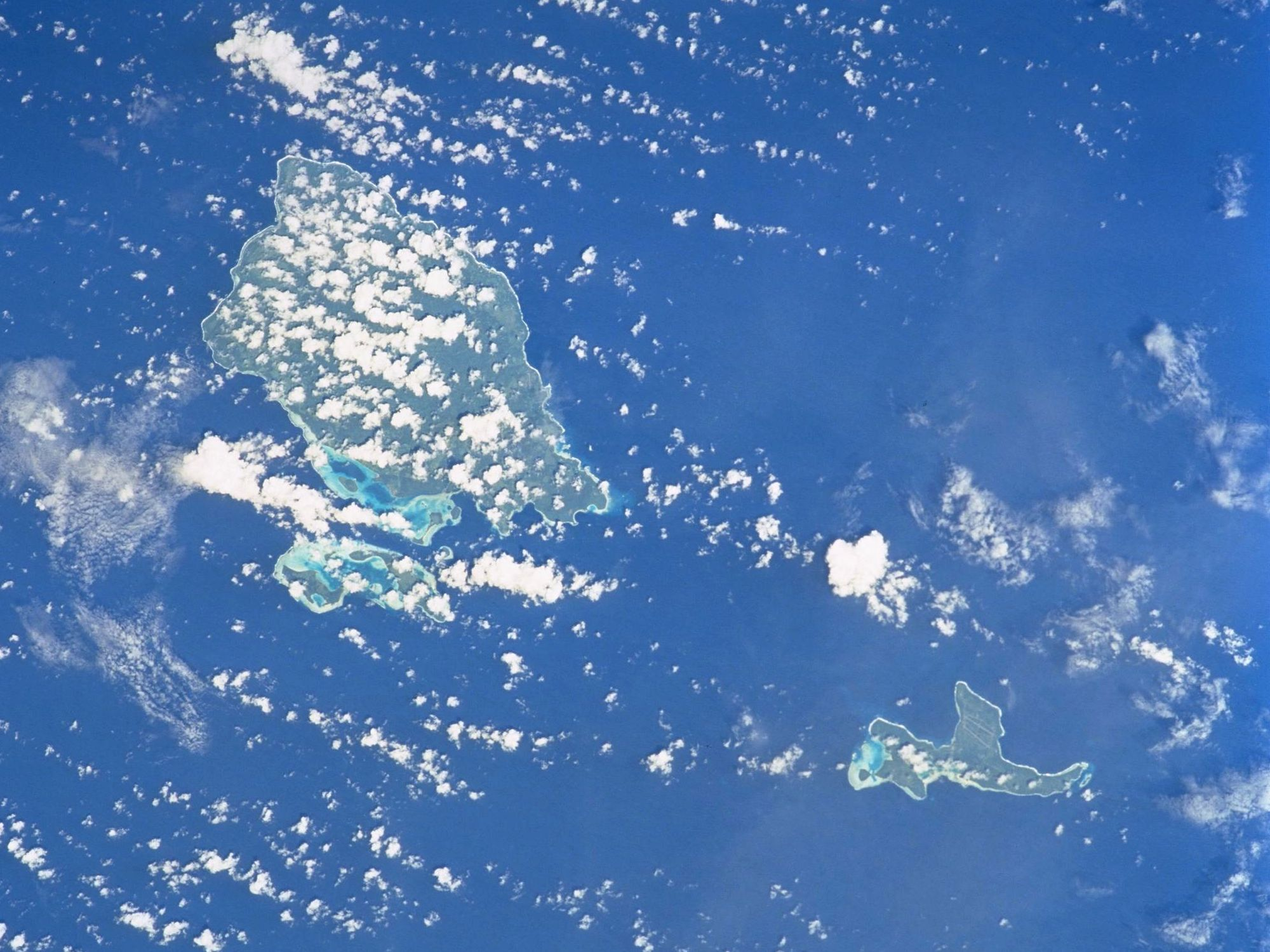
Ilhas São Matias.

As ilhas de São Matias (ou ilhas St. Matthias, também conhecidas como ilhas Mussau) são um pequeno grupo de ilhas a norte do arquipélago de Bismarck, que fazem parte da Papua-Nova Guiné. Pertencem à Província da Nova Irlanda. 
O arquipélago é composto por 9 ilhas e alguns ilhéus menores. A maior é a que está mais a norte, chamada São Matias ou Mussau. Agrupadas a sul de Mussau ficam Eloaua, Emananus, Boliu, Emussau, Ebanalu, Ekaleu. Emirau mais a sudeste, a segunda maior do grupo. Estas ilhas têm sido designadas Área importante para aves pela Birdlife International.